# Choerophryne longirostris
Choerophryne longirostris es una especie de anfibios de la familia Microhylidae.

## Distribución geográfica
Es endémica de la provincia de Sandaun (Papúa Nueva Guinea).